# Hereditary Cancer in Clinical Practice
Hereditary Cancer in Clinical Practice, abgekürzt Hered. Cancer Clin. Pract.,  ist eine wissenschaftliche Fachzeitschrift, die vom Biomed Central-Verlag veröffentlicht wird. Die Zeitschrift erscheint mit vier Ausgaben im Jahr. Es werden Arbeiten veröffentlicht, die sich mit dem Einfluss der Genetik auf Krebserkrankungen beschäftigen.
Der Impact Factor lag im Jahr 2015 bei 1,55. Nach der Statistik des ISI Web of Knowledge wird das Journal mit diesem Impact Factor in der Kategorie Onkologie an 178. Stelle von 213 Zeitschriften geführt.